# Ajos Nikolaos (gmina)
Ajos Nikolaos (gr. Δήμος Αγίου Νικολάου, Dimos Ajiu Nikolau) – gmina w Grecji, na Krecie, w administracji zdecentralizowanej Kreta, w regionie Kreta, w jednostce regionalnej Lasiti. Siedzibą gminy jest Ajos Nikolaos, a siedzibą historyczną jest Neapoli. W 2011 roku liczyła 27 074 mieszkańców. Powstała 1 stycznia 2011 roku w wyniku połączenia dotychczasowych gmin Ajos Nikolaos i Neapoli oraz wspólnoty Wrachasi.